# Marie-Christine Boutonnet
Marie-Christine Boutonnet (* 10. Februar 1949 in Albi) ist eine französische Politikerin des Rassemblement National.

## Leben
Boutonnet ist seit 2014 Abgeordnete im Europäischen Parlament. Dort ist sie Mitglied im Rechtsausschuss und in der Delegation für die Beziehungen zu den Ländern Südasiens.